# جورجي سارموف
جورجي سارموف (بالبلغارية: Георги Сърмов)‏ (7 سبتمبر 1985 ببورغاس في بلغاريا - ) هو لاعب كرة قدم بلغاري في مركز الوسط. شارك مع منتخب بلغاريا تحت 21 سنة لكرة القدم ومنتخب بلغاريا لكرة القدم. أما مع النوادي، فقد لعب مع ليفسكي صوفيا ونادي بوتيف بلوفديف ونادي بيروي ستارا زاغورا ونادي قاسم باشا وPFC Neftochimic Burgas (2009–2014) ‏ وPSFC Chernomorets Burgas ‏ ونفتكس بورغاس ‏ وبولي تيميشوارا ‏.

## روابط خارجية
- جورجي سارموف على موقع الاتحاد الأوربي (الإنجليزية)
- جورجي سارموف على موقع اتحاد تركيا (لاعب) (الإنجليزية)
- جورجي سارموف على موقع قاعدة بيانات كرة القدم.إي يو (الإنجليزية)
- جورجي سارموف على موقع ناشيونال فوتبول تيمز (الإنجليزية)
- جورجي سارموف على موقع Soccerway.com (الإنجليزية)
- جورجي سارموف على موقع عالم كرة القدم.نت (الإنجليزية)